# میسو، اتیوپی
میسو (به لاتین: Mieso) یک شهرک در اتیوپی است که در منطقه اورومیا واقع شده‌است. میسو ۲۱٬۳۴۸ نفر جمعیت دارد و ۱٬۳۹۴ متر بالاتر از سطح دریا واقع شده‌است.